# Peppino e Violetta
Pour plus de détails, voir Fiche technique et Distribution.
Peppino e Violetta, ou en anglais The Small Miracle, est un film italo-britannique réalisé par Maurice Cloche et Ralph Smart, sorti en 1951.

## Synopsis
Un jeune orphelin italien dont l'animal de compagnie tombe malade, va rendre visite au Pape à Rome.

## Fiche technique
- Titre français : Peppino e Violetta
- Titre anglais : The Small Miracle
- Titre de la version américaine : Never Take No for an Answer
- Réalisation : Maurice Cloche et Ralph Smart
- Scénario : Maurice Cloche, Diego Fabbri et Paul Gallico
- Producteur : Anthony Havelock-Allan
- Photographie : Otto Heller et Giorgio Orsini
- Montage : Sidney Hayers, Peter Graham Scott
- Musique : Nino Rota
- Durée : 82 minutes
- Date de sortie : 
  - Royaume-Uni : 18 décembre 1951
- Pays de production :  Italie
- Format : Noir et blanc - 1,37:1 - Mono

## Distribution
- Roberto Adamina : Gianni
- Nerio Bernardi : Père supérieur
- Guido Celano : Strotti
- Frank Coulson : Docteur Bartolo
- Vittorio Manunta : Peppino
- Denis O'Dea : Père Damico
- Arnoldo Foà
- Clelia Matania
- Enzo Fiermonte
- Henri Vidon